# Rasheed Hazzard
Rasheed Abdulrahman Hazzard (Los Angeles, Kalifornia, 1976. augusztus 5. –) amerikai kosárlabdaedző, a George Washington Colonials egykori játékosa. 2024-től a fokvárosi Cape Town Tigers vezetőedzője. Édesapja Walt Hazzard, a Los Angeles Lakers játékosa.

## Pályafutása
Pályafutása a Los Angeles-i Venice Középiskolában kezdődött, majd 2005-ben a Portland Pilots edzőhelyettese lett. 2006 és 2011 között a Los Angeles Lakersnél töltött be különböző pozíciókat (például toborzó), emellett a Los Angeles D-Fenders részmunkaidős helyettese is volt.
2014 és 2017 között a New York Knicks helyettese volt, 2020. január 19-én pedig a japán B-ligás Veltex Shizuoka társedzőjévé nevezték ki. Az USA-ba való visszatérését követően 2023-ig az NBA G-League Ignite helyettes edzője volt.
2023-ban a fokvárosi Cape Town Tigers edzője lett.

## Fordítás
- Ez a szócikk részben vagy egészben  a   Rasheed Hazzard című angol Wikipédia-szócikk Hazzard ezen változatának fordításán alapul.  Az eredeti cikk szerkesztőit annak laptörténete sorolja fel. Ez a jelzés csupán a megfogalmazás eredetét és a szerzői jogokat jelzi, nem szolgál a cikkben szereplő információk forrásmegjelöléseként.